# Hyperplatys argentina
Hyperplatys argentina är en skalbaggsart som först beskrevs av Berg 1889.  Hyperplatys argentina ingår i släktet Hyperplatys och familjen långhorningar.
Artens utbredningsområde är Uruguay. Inga underarter finns listade i Catalogue of Life.